# A History of Nomadic Behavior
A History of Nomadic Behaviour ist das 2021 erschienene sechste Album der Sludge-Band EyeHateGod.

## Geschichte
Nach der Veröffentlichung des fünften Studioalbums EyeHateGod wurde Sänger Mike Williams während einer Tournee mit Corrections House eine Leberzirrhose mit fataler Prognose diagnostiziert. In der Folge seiner Erkrankung kam es zu mehreren Ausfällen, zu welchen die Band vorerst keine näheren Informationen herausgab. Unter anderem wurde die Band von Phil Anselmo und Randy Blythe als Sänger statt Williams unterstützt. Blythe und Anselmo betonten, dass sie sich nur als Tourhilfen bis zur Genesung Williams verstünden. Williams erläuterte später, dass die Einsätze der Ersatzsänger und deren Auswahl auf seine Initiative zurückzuführen sein, da er bestrebt gewesen sei die Band ohne Unterbrechung aktiv zu halten sowie die im Voraus eingegangenen Verpflichtungen einzuhalten. Im November 2016 wurde bekannt, dass Williams während einer US-Tournee einen Zusammenbruch in seinem Hotelzimmer erlitten hatte und erneut stabilisiert werden musste. Nachdem Williams Leber und Nieren im Oktober 2016 versagten und der Sänger nach ärztlicher Beurteilung auf eine Lebertransplantation angewiesen war, wurden die finanziellen Mittel via Crowdfunding-Kampagne generiert. Im Dezember des gleichen Jahres kündigten Crowbar, Goatwhore und EyeHateGod gemeinsam mit einer Vielzahl weiterer Interpreten für Februar 2017 ein dreitägiges Benefiz-Festival zu Williams Gunsten unter dem Titel IX Lives, an zwei Standorten in New Orleans, an. Der Erlös von circa 20.000 $, wurde Williams zur Verfügung gestellt um einen Teil der Folgekosten seiner Operation zu tragen. Williams Bühnenrückkehr mit EyeHateGod fand beim Berserker Fest in Pontiac, Michigan im April 2017 statt.
Es folgte eine anhaltende Tournee, in deren Verlauf Brian Patton die Band verließ, um mehr Zeit mit seiner Familie zu verbringen. Williams bezeichnete den Umbruch zu vier Bandmitgliedern als dauerhafte Veränderung und den Beginn einer neuen Ära in der Geschichte der Band. Er verwies in späteren Interviews auf seine Sozialisation in der Punkszene und nannte die auf vier Musiker reduzierte Besetzung in diesem Kontext „das einzig Wahre“. Im Zuge der Verlautbarung beteuerte Williams das angekündigte Album zu viert fertigstellen zu wollen. Im März 2020 musste EyeHateGod die andauernde Tournee in der Ukraine aufgrund der Maßnahmen hinsichtlich der COVID-19-Pandemie in der Ukraine unterbrechen. Da die Musiker sich nach der Tournee auf den Abschluss der Aufnahmen konzentrieren wollte, zog die Band diese Arbeit vor. Die Musik des Albums entstand im Verlauf von drei bis vier Jahren. Die Musiker tauschten Material miteinander und überarbeiteten die Ideen gemeinsam. Alle Musiker steuerten Ideen in allen Bereichen bei. Lediglich Williams Gesang und Texte hoben sich von dem Prozess ab, da dieser seinen Gesang nachträglich auf die Musik anpasste. Allerdings verzögerten sich die Gesangsaufnahmen durch die Einschränkungen zum Schutz Williams vor einer Covid-19-Infektion, der aufgrund seines Lebertransplantats und der zugehörigen Medikamention als Hochrisikopatient galt, und den durch Williams gepflegten Anspruch an den jeweiligen Techniker. Entsprechend flog er nach Chicago und ließ sich bei den Gesangsaufnahmen durch Sanford Parker, mit dem er Corrections House unterhält und den er als Freund bezeichnet, in dessen Hypercube Studios unterstützen. zu diesem Zeitpunkt hatten die drei Mitmusiker bereits ihr Material fertiggestellt und in dem von James Whitten in New Orleans betriebenen HighTower Recording Studio aufgenommen. Unter dem Titel A History of Nomadic Behaviour erschien das Album im März 2021 über Century Media, Daymare Recordings und Birth Ritual Records als CD, LP und MC.

## Stil
Das Album verfügt über die klassische der Band zugeschriebene Mischung aus frühen Black Sabbath und späten Black Flag mit Southern-Rock-Elementen. Die Produktion gilt als eindimensional. Dabei agiere die Band für den typischerweise mit EyeHateGod assoziierten Klang „nahezu gefällig.“ Rückkopplungen und Noise-Elemente seien reduziert worden, derweil die Gruppe sich dennoch aggressiv präsentiere. In Relation zu vorherigen Veröffentlichungen arbeite die Produktion den Klang der einzelnen Instrumente besser heraus und der zuvor als unverständlich und kehlig beurteilte Gesang sei weiterhin sehr rau und aggressiv, aber verständlich.

## Kritik
Das Album wurde vornehmlich positiv, gelegentlich durchschnittlich beurteilt. Mitunter verwiesen Rezensenten auf eine schwere Zugänglichkeit und bescheinigten dem Album „[k]eine leichte Kost“ sowie „ein gutes Album […] für das man eine Stimmung haben sollte“ zu sein. A History of Nomadic Behavior unterstreiche die Bedeutung der Gruppe als „Ausnahmeband mit einem weiteren Bravourstück“ und sei ein Beleg für den „Kultstatus“ der Gruppe. Dabei arbeite die Gruppe sowohl biografische als auch aktuelle gesellschaftlich relevante Themen auf und erzeuge so ein Album von Bedeutung und Strahlkraft, obwohl sie sich nicht politisch positionieren wolle. So zeige sich das Album und die Gruppe mit einer „Musik von unglaublicher Sensibilität“.

„Ein nicht immer einfaches, dafür aber hautnahes, inbrünstiges und wichtiges Album.“